# 宗政姓
宗政姓本作宗正姓，是漢字复姓之一，在《百家姓》中排第423位。在现代是极罕见的姓氏，此姓人士多改宗姓或劉姓。
日本也有此姓，稱宗政（Munemasa，むねまさ）。

## 起源
宗政姓本作宗正姓，出自汉朝刘姓，是以官名为氏。据《姓考》记载，汉朝宗室楚元王刘交的孙子刘郢客、刘德世代担任九卿之一“宗正”，其后代子孙有以官名为姓的。因为正和政同名，宗正也讹写作宗政，久而久之反使后者成为了主流。

## 郡望
- 彭城郡：汉朝时置，今为江苏徐州。